# 希氏雙鋸魚
希氏雙鋸魚（學名：Amphiprion thiellei）是輻鰭魚綱鱸形目雀鯛科雙鋸魚屬的其中一種，分布於西太平洋菲律賓宿霧島海域，體呈卵圓形且側扁，身體呈紅橙色，有一個白色頭條，頂部可能與頭蓋相連，背鰭和尾基部有兩個鞍狀斑，背鰭硬棘10-11枚、背鰭軟條16枚、臀鰭硬棘2枚、臀鰭軟條14枚，體長可達4.8公分，棲息在潟湖及外海礁石區，與海葵形成共生互利關係，並且不受宿主帶刺觸手的影響，為雌雄同體，具有嚴格的階級劃分，雌魚最大，繁殖中的雄魚第二大，並且隨著等級下降，雄魚非繁殖者逐漸變小，如果唯一的繁殖雌性死亡，繁殖的雄魚將變成雌魚，而最大的非繁殖者將成為繁殖的雄魚，以浮游生物為食，可做為觀賞魚。

## 相似種

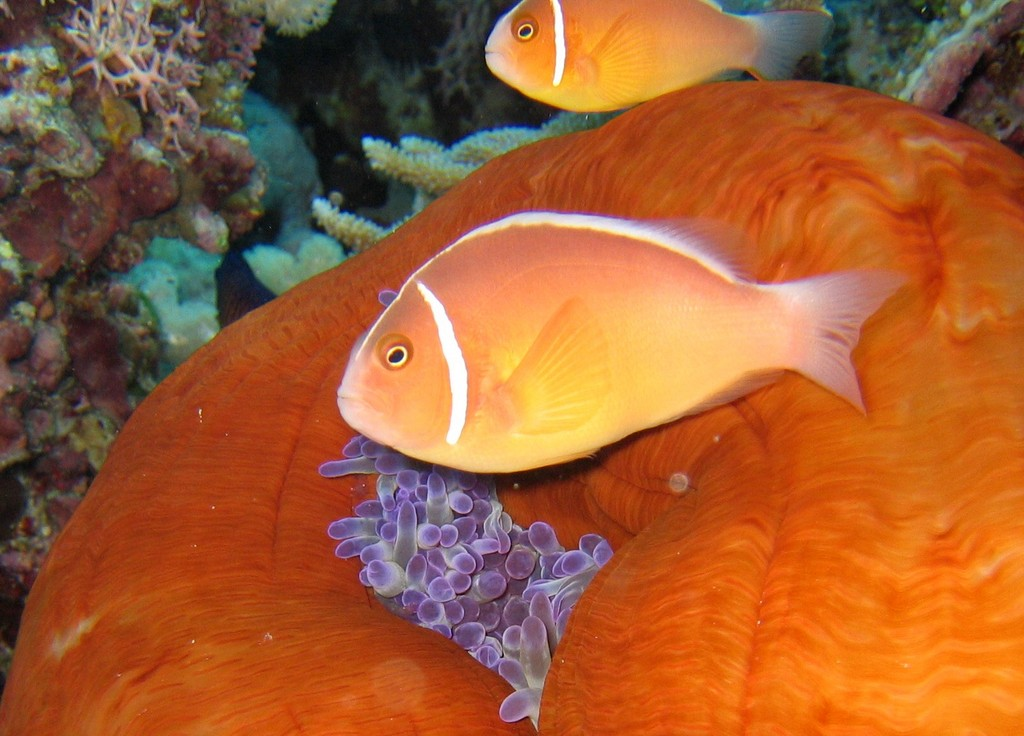
頸環雙鋸魚(Amphiprion perideraion)
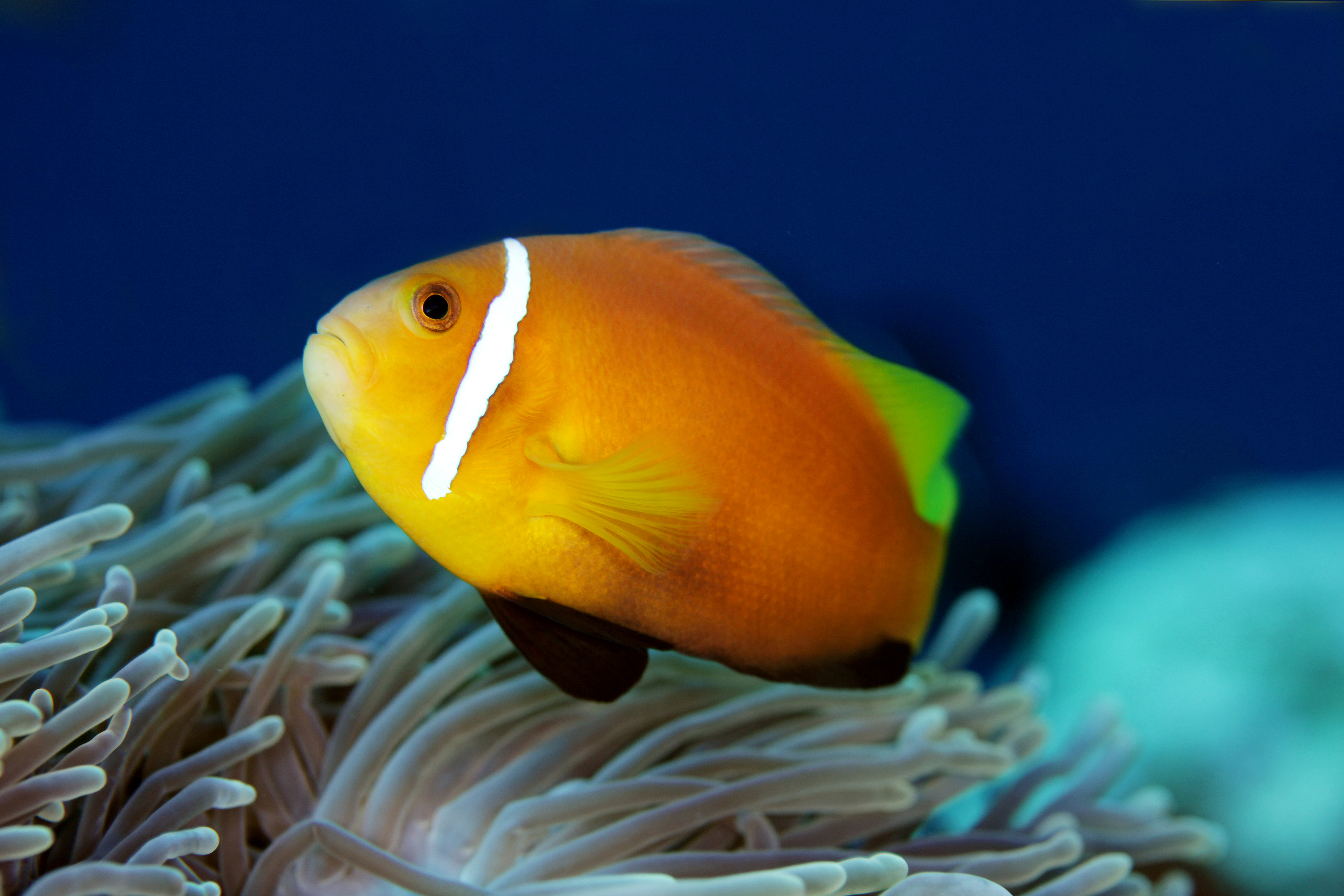
淺色雙鋸魚(Amphiprion nigripes)